# Черешенька (Вижницький район)
Чере́шенька — село у Вижницькій міській громаді Вижницького району Чернівецької області України.

## Географія
Через село тече струмок Солонець, правий доплив Михидри. У селі розташована гідрологічна пам'ятка природи — Джерело «Черешенька».

## Історія
З 1991 року село Черешенька в складі незалежної України.
16 вересня 2016 року шляхом об'єднання сільських рада, село увійшло до складу Вижницької міської громади, до цього органом місцевого самоврядування була Черешенська сільська рада.

## Населення
Згідно з переписом УРСР 1989 року чисельність наявного населення села становила 870 осіб, з яких 396 чоловіків та 474 жінки.
За переписом населення України 2001 року в селі мешкало ▲1078 осіб.
У 2022 році чисельність населення становила ▲1212 осіб.

### Мова
Розподіл населення за рідною мовою за даними перепису 2001 року:
| Мова       | Відсоток |
| ---------- | -------- |
| українська | 99,17 %  |
| російська  | 0,74 %   |

## Галерея

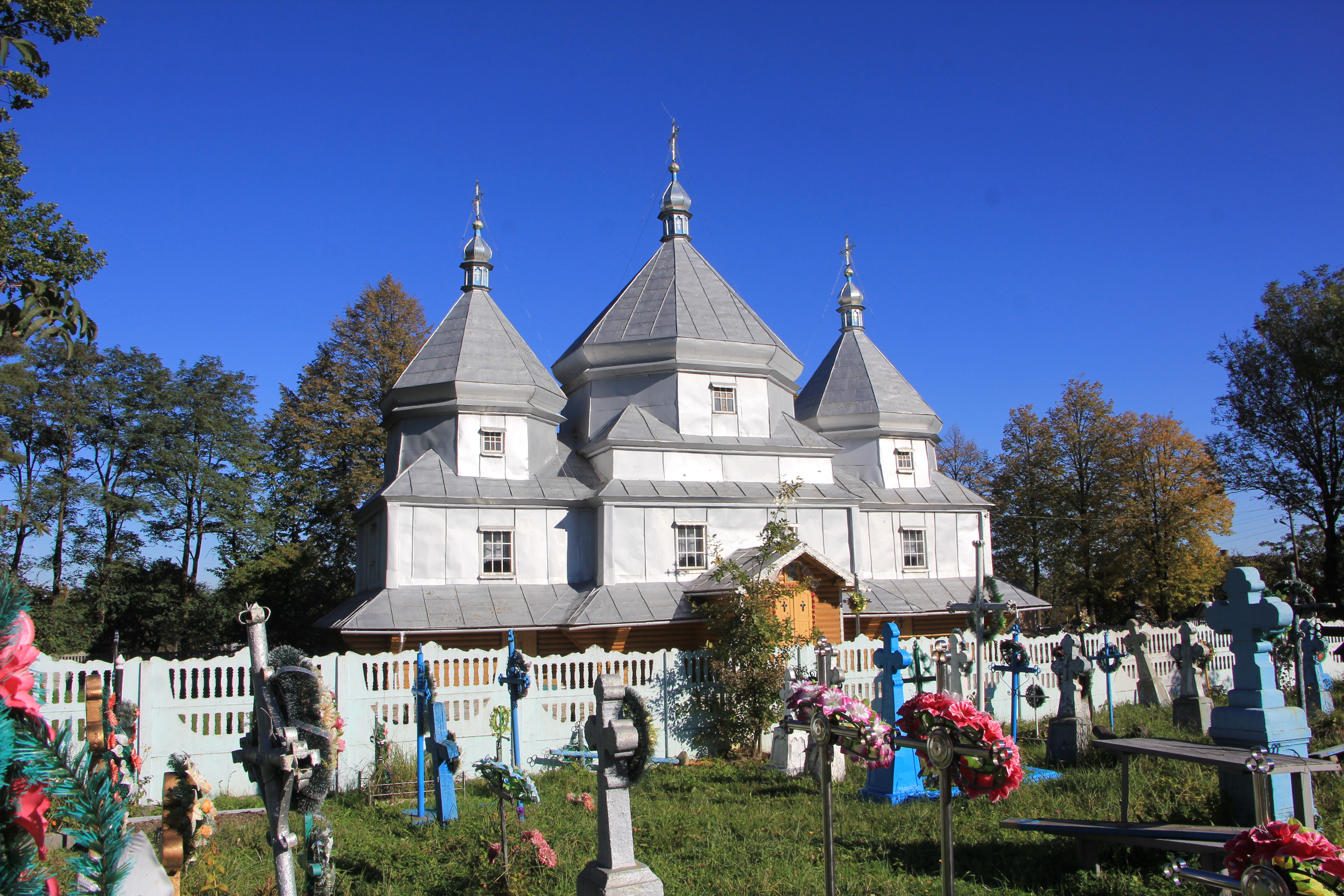
Дерев'яна церква Св. Миколи 1905р.
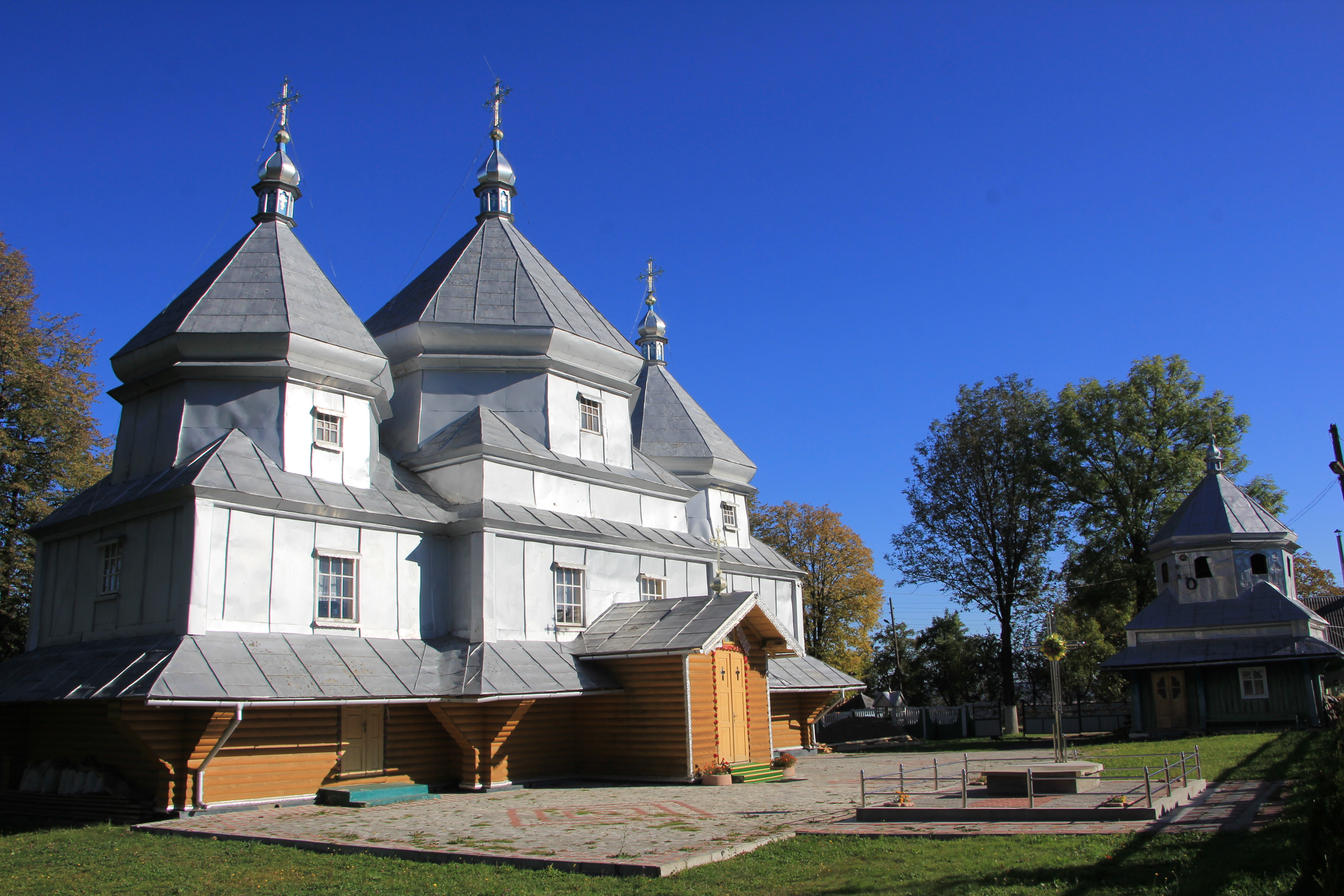
Дерев'яна церква Св. Миколи 1905р.
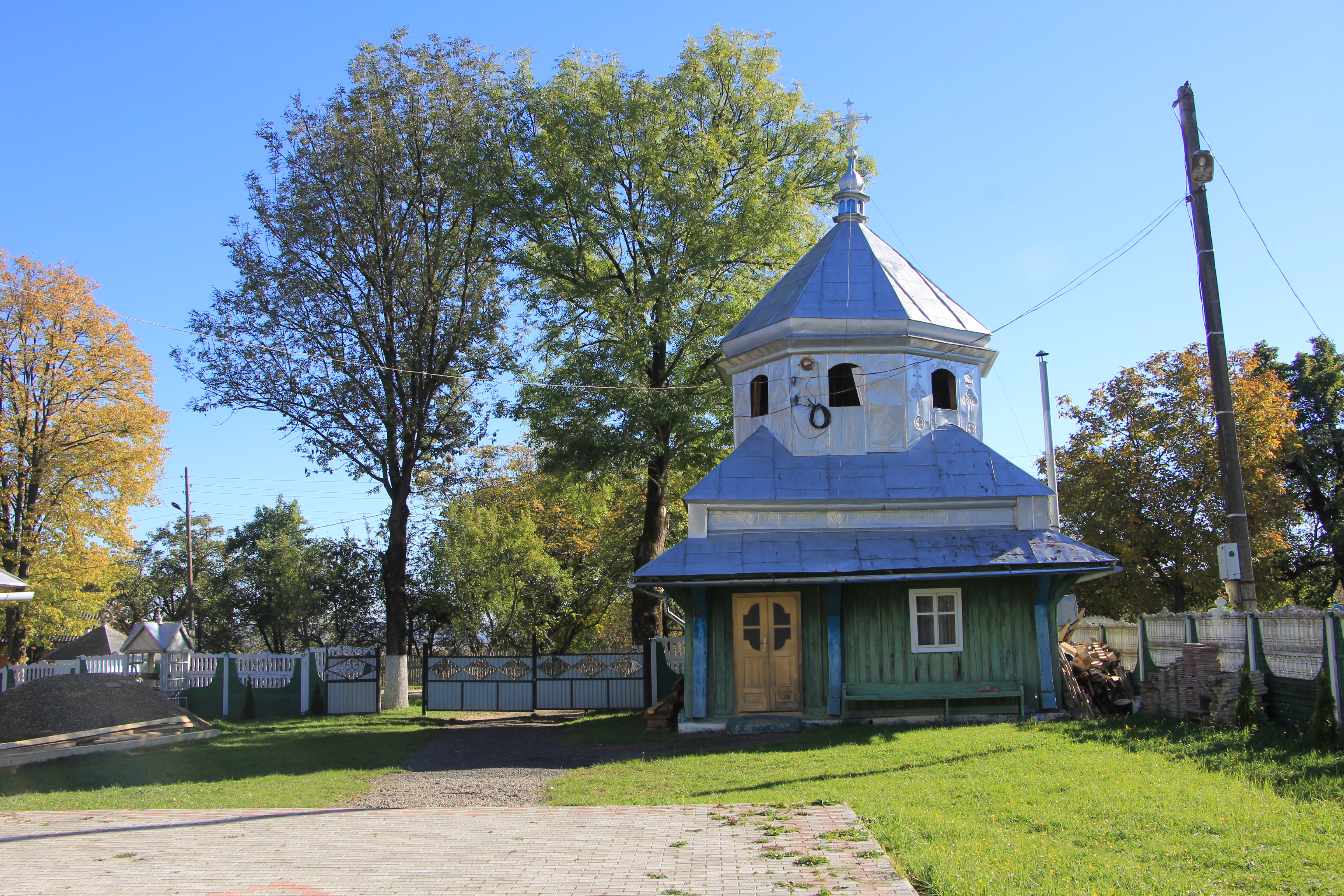
Дерев'яна церква Св. Миколи 1905р. Дзвіниця